# Museu Nacional Grão Vasco
O Museu Nacional Grão Vasco está localizado no centro histórico de Viseu, Portugal, no antigo Paço dos Bispos de Viseu, do século XVI, ao lado da catedral.
A fundação, ocorrida de 1916, deve-se  Francisco de Almeida Moreira, que foi o primeiro diretor. As pinturas de Vasco Fernandes (Grão Vasco) e de outros artistas da escola de Viseu, são apreciadas pelo seu naturalismo e pelas paisagens de fundo. O tratamento da luz revela uma influência flamenga. 
No terceiro piso do museu são exibidas as obras-primas que outrora adornavam um retábulo da catedral. As predominantes são um monumental São Pedro, uma Adoração dos Magos, uma série de 14 painéis sobre a vida de Cristo. Pensa-se que alguns dos restantes painéis são de outros artistas da escola de Viseu. Entre outras obras-primas podem ver-se trabalhos de Gaspar Vaz, o grande rival de Grão Vasco, incluindo uma Última Ceia. Nos pisos inferiores há obras de artistas portugueses dos séculos XIX e XX, entre os quais Columbano Bordalo Pinheiro.
No museu existe um famoso retrato, pintado pelo artista visiense José de Almeida Furtado ("o Gata"), de Eugénia Cândida da Fonseca da Silva Mendes, 1.ª Baronesa da Silva. É notável pelo realismo, pois apresenta a ilustre e enérgica senhora com abundante desenvolvimento piloso facial, a justificar o apodo de a Barbuda, que lhe deram os seus adversários políticos.